# Ana Díaz Medina
Ana Díaz Medina (Madrid, 1939-Salamanca, 2012) fue una historiadora y profesora española.

## Trayectoria
Ana Díaz Medina nació en Madrid en 1939. Se licenció en Filosofía y Letras, sección Historia en la Universidad Complutense de Madrid en 1958. De 1963 a 1965 fue becaria del "Instituto Jerónimo Zurita" del CSIC de investigación de Historia Medieval y Moderna. Se doctoró en Historia en 1971 en la Universidad Complutense de Madrid con la tesis titulada El hidalgo en la sociedad castellana del quinientos: análisis histórico de una clase social paradigmática", dirigida por el historiador Manuel Fernández Álvarez. 
Fue profesora titular de la Universidad de Salamanca desde 1973. Se especializó en Paleografía, Demografía e Historia social y por el papel de la mujer en la Historia. Colaboró con Manuel Fernández Álvarez en la elaboración del "Corpus documental de Carlos V" patrocinado por la Fundación Juan March con motivo del Centenario del Emperador.
Fue directora del Centro de estudios de la Mujer de la Universidad de Salamanca (CEMUSA, actualmente Centro de Investigación en Género de la Universidad de Salamanca, CIGESAL) desde su creación en 2002, para impulsar los estudios sobre feminismo e investigación sobre mujeres desde una perspectiva de género. En este centro impulsó la revista CEMUSA: Estudios multidisciplinares de género.
Es miembro de la Real Academia de la Historia (RAH) desde 1987. A su muerte en Salamanca en 2012 dejó un legado que permitió crear la "Fundación Ana Díaz Medina," para promover en  los ámbitos docentes e investigadores los proyectos de investigación sobre las mujeres, que cuenta con bibliografía específica sobre ideología de género, para ser usada por investigadores.

## Reconocimientos
En 2020, Díaz fue incluida dentro del proyecto “Mujeres Investigadoras en los Archivos Estatales (1900-1970)” para la descripción archivística y creación de un micrositio específico en el Portal de Archivos Españoles (PARES), desarrollado entre 2020-2023. Este proyecto ha sido impulsado por la Subdirección General de Archivos Estatales, con el objetivo visibilizar la labor de investigación realizada en España por las mujeres en el intervalo 1900-1970 partiendo de los registros documentales que se conservan en los Archivos de Gestión de los AAEE del Ministerio de Cultura (el Archivo Histórico Nacional, el Archivo de la Corona de Aragón, el Archivo General de Simancas, el Archivo General de Indias, el Archivo de la Real Chancillería de Valladolid, el Archivo General de la Administración y el Centro de Información Documental de Archivos).